# Nahum
| Zwölfprophetenbuch des Tanach                                                                            |
| --- |
| - Hosea - Joel - Amos - Obadja - Jona - Micha - Nahum - Habakuk - Zefanja - Haggai - Sacharja - Maleachi |
| Namen nach dem ÖVBE                                                                                      |

| Bücher des Alten Testaments |
| --- |
| Pentateuch |
| - Genesis (1. Mose) - Exodus (2. Mose) - Levitikus (3. Mose) - Numeri (4. Mose) - Deuteronomium (5. Mose) |
| Geschichtsbücher |
| - Josua - Richter - Rut - 1. Samuel - 2. Samuel - 1. Könige - 2. Könige - 1. Chronik - 2. Chronik - Esra - Nehemia - Tobit (Tobias) - Judit - Ester + Zusätze - 1. Makkabäer - 2. Makkabäer                                                                        |
| Lehrbücher |
| - Ijob (Hiob) - Psalmen - Sprichwörter (Sprüche Salomos) - Kohelet (Prediger Salomo) - Hoheslied - Weisheit Salomos - Jesus Sirach |
| Propheten |
| „Große“ - Jesaja - Jeremia - Klagelieder Jeremias - Baruch mit Brief des Jeremia - Ezechiel (Hesekiel) - Daniel (+ Zusätze) „Kleine“ (Zwölfprophetenbuch) - Hosea - Joel - Amos - Obadja - Jona - Micha - Nahum - Habakuk - Zefanja - Haggai - Sacharja - Maleachi |
| - Namen nach dem ÖVBE, konsequent angewandt z. B. in der Einheitsübersetzung - Eingeklammerte Namen: ältere protestantische Tradition, als Ausnahme (neben ÖVBE) in der Lutherbibel - Kursiv: Deuterokanonische Schriften                                          |

Nahum (hebräisch נַחוּם naḥūm) heißen ein biblischer Prophet und sein Buch. Es gehört zum Zwölfprophetenbuch des Tanach bzw. des Alten Testaments. Vom Autor ist nur der unbekannte Herkunftsort Elkosch (Nah 1,1) bekannt.
Für gewöhnlich wird das Buch im deutschen Sprachraum mit Nah abgekürzt. Lediglich das Computerprogramm Online-Bibel verwendet das Kürzel NAM.

## Name
Beim Namen נַחוּם naḥūm handelt es sich um einen Ersatznamen. Entweder leitet er sich als Adjektiv von der Wurzel נחם nḥm ab und bedeutet „trostreich“, oder er stellt eine Kurzform des Namens נְחֶמְיָה nəḥæmjâ, im Deutschen Nehemia, dar. Dieser Name wiederum setzt sich aus dem Verb נחם nḥm und dem Gottesnamen יהוה jhwh zusammen und bedeutet: „der Herr hat getröstet“. Darüber hinaus kann es sich auch um eine qaṭṭûl-Bildung von der Wurzel נחם nḥm handeln: „Tröster“.
Da im Alten Testament abgesehen von Nah 1,1  kein Hinweis auf eine Person namens Nahum existiert, ist davon auszugehen, dass es sich dabei nicht um den Namen einer historischen Prophetengestalt handelt. Vermutlich wird mit נַחוּם naḥūm auf den Inhalt des Buches angespielt, denn das Unheil für Assyrien bedeutet Heil für Israel.
Die Septuaginta gibt den Namen als Ναουμ Naum wieder. Weitere altgriechische Transkriptionen sind Ναουμα Nauma und Ναουμος Naumos. Die Vulgata schreibt Naum.

## Datierung
Nahum erwähnt in Nah 3,8–10  die Eroberung von No-Amon, die wohl mit der Eroberung Thebens im Jahr 663 v. Chr. gleichzusetzen ist, als Ereignis der Vergangenheit, und die Zerstörung von Ninive (612 v. Chr.) als Ereignis der Zukunft. Da dies in der Fachwissenschaft zumeist als echte Prophetie angesehen wird, entstand der Hauptteil des Prophetenbuches (Nah 2,4–3,19) vermutlich zwischen diesen Ereignissen. Da sich nach dem Tod des neuassyrischen Königs Assurbanipal im Jahr 626 v. Chr. der Zusammenbruch des Großreiches beschleunigte, ist die Entstehung des Schriftteils wohl in diesem Zeitraum zu datieren.
Damit wäre Nahum ein Zeitgenosse von Zefanja, Habakuk und Jeremia.
Die Fortschreibungen lassen sich nur schwer datieren.

## Entstehung
Das Buch Nahum weist einen vielstufigen Entstehungsprozess auf, der mit Texten aus der ersten Hälfte des 7. Jahrhunderts v. Chr. beginnt und erst im 5. oder 4. Jahrhundert endet. Anhand der Überschrift (Nah 1,1 ) lassen sich bereits verschiedene Redaktionsstufen unterscheiden:
Ausspruch über Ninive.
Das Buch der Vision des Nahum aus Elkosch.
Über den genauen Redaktionsprozess existieren in der Forschung verschiedene Thesen.
- Zwischen der Gerichtsrede (Nah 2,4–3,19) und Nah 1,2–2,3 lassen sich deutliche Unterschiede erkennen. Zumeist wird angenommen, dass die Gerichtsrede die „politische Prophetie“ des Nahums wiedergibt und diese nach dem Untergang Ninives theologisch bearbeitet wurde. Wie dies im Einzelnen zu datieren ist, hängt vom Verständnis der Verbindung zwischen Gerichtsworten und Ereignissen sowie der Zuordnung der drei Teile der Gerichtspredigt ab. Jüngst wurde diese Theorie der sukzessiven Wachstumsgeschichte vor allem von K. Seybold vertreten. Er beschreibt das Wachstum des Buches von hinten nach vorne. Lediglich drei Texte ordnet er mit Sicherheit dem Propheten Nahum und der Überschrift in Nah Nah 1,1a EU zu: Das Gedicht in Nah 3,8–19a EU als ältesten Teil des Buches (ca. 664 v. Chr.), das Wehwort (Nah 3,1.4a EU) und das Gedicht in Nah 3,2 EU und Nah 2,2–13 EU (ca. in den 650er Jahren). Diese Sammlung wurde um zwei mit Bearbeitungen verbundenen Vorbauten (Nah 2,14ff EU sowie Nah 1,12ff EU) wohl nach dem Untergang Ninives, vermutlich auch nach der Zerstörung Jerusalems (578 v. Chr.) ergänzt. Diese ordnet er der zweiten Überschrift in Nah 1,1b EU zu. Zuletzt erkennt er einen dritten Vorbau in Nah 1,2ff EU (ergänzt durch die Füllung entstandener Lücken) als „machtvollen Introitus“. In diesem Hymnus erkennt er die Aufnahme der offensichtlich von den Redaktoren vermissten theologischen Prinzipien der „Vision“ und stellt die nun kombinierte Überschrift Nah 1,1 EU an den Anfang des Buches. Als ungefähres Datum des abgeschlossenen Redaktionsprozesses nennt Seybold ca. das 4. Jahrhundert v. Chr.[8]
- J. Jeremias rekonstruiert ebenfalls einen mehrphasigen Entstehungsprozess. Dabei geht er von der Beobachtung aus, dass im Buch Nahum Gerichtsworte gegen Juda bzw. Israel fehlen und, dass der Heilsperspektive in Nah 2,1 EU eine Inspiration durch Jes 52,7 EU zugrunde liege. Als Grundlage des Buches versteht er die Worte gegen Ninive bzw. Assur (Nah 2,4–14 EU, Nah 3,12–19 EU) und Gerichtsworte gegen Israel (Nah 1,11.14; 2,2f; 3,1–5.8–11). Letztere habe man nachträglich in Gerichtsworte gegen Ninive uminterpretiert und dabei (nach dem Fall Babylons) im Sinne einer deuterojesajanischen Heilsverheißung neu bearbeitet.[8]
- Möglich ist auch eine zweistufige Kompositionsgeschichte, die sich in der Überschrift niedergeschlagen hat. Der „Ausspruch über Ninive“ gibt dabei zunächst eine Komposition von Gerichtsworten gegen Ninive vor (Nah 2,4–3,19). Diese ist entweder als echte Prophetie zu verstehen und damit vor 612 v. Chr. zu datieren, oder als vaticinium ex eventu zu interpretieren. Im 5. oder 4. Jahrhundert v. Chr. wurden diese Gerichtsworte zum Mehrprophetenbuch hinzugefügt. Dabei wurde Nah 1,2–2,3 ergänzt, wodurch das Buch einen größeren geschichtstheologischen Hintergrund erhielt. Die Datierung der Endkomposition entscheidet sich an der Datierung und Funktion des Theophaniehymnus in Nah 1,2–8 EU. Erkennbar ist, dass ein Teil des Hymnus vorgegeben war und für den Zusammenhang im Nahum- bzw. Zwölfprophetenbuch bearbeitet wurde.[9]
- Gelegentlich wird auch die Einheit der Komposition betont. Als heute kaum noch akzeptierte Position gilt die Interpretation des Buches als prophetische Liturgie beim Jerusalemer Herbstfest im Jahr 612 v. Chr. zur Feier des Untergangs Ninives als Machterweis JHWHs. Dagegen spricht, dass sich das Buch weder als Libretto lesen lässt, noch die zu erwartenden Prädikationen von JHWHs Königtum und andere JHWH-Anreden zu finden sind. M. Sweeney deutet das Buch als literarische Prophetie, die mit einer rhetorischen Demonstration der Macht JHWHs auf den erfolgen Untergang Ninives reagiert. Er datiert die Entstehung um das Jahr 612 v. Chr.[10]

## Textüberlieferung
Der masoretische Text des Nahumbuchs ist überwiegend gut überliefert und verständlich. Zu den schwierigen Stellen zählt v. a. Nah 1,10f . In Qumrantexten werden ebenfalls Ausschnitte des hebräischen Textes überliefert (4QpNah bzw. 4Q169; 4QXIIg bzw. 4Q82). Auch auf einer hebräischen Schriftrolle des Zwölfprophetenbuches aus dem Wādī Murabba‘āt finden sich weite Teile des biblischen Textes (Mur XII bzw. Mur88). Dazu wurden im Nachal Chever Fragmente einer griechischen Rolle des Zwölfprophetenbuches gefunden (8HevXII bzw. 8Hev1).

## Inhaltliche Gliederung
Das Buch Nahum gliedert sich wie folgt:
| Verse    | Verse    | Inhalt                                                      | Besonderheiten |
| -------- | -------- | ----------------------------------------------------------- | --- |
| 1,1      | 1,1      | Überschrift                                                 | Zweigliedrig |
| 1,2–8    | 1,2–8    | Theophaniepsalm                                             | Alphabetischer Hymnus (כ–א) Konzentrische Struktur: - 2–3a Aussagen über JHWH - 3b–6 Gerichtstheophanie - 7–8 Aussagen über JHWH                                                                           |
| 1,9–2,3  | 1,9–2,3  | Prophetische Disputationsrede gegen Juda und Assur/Ninive   | Wechselnde Adressaten: Juda und Ninive (1,9f) – Juda (1,11–13) – Assur (1,14) – Juda (2,1) – Ninive (2,2) – Juda (2,3)                                                                                     |
| 2,4–3,19 | 2,4–3,19 | Dreifaches Gerichtswort gegen Ninive                        | Kräftige poetische Bilder, deren Bildwelt sich von 1,2–2,3 abhebt jeder Unterabschnitt nennt einmal Ninive/Assur (2,9; 3,7; 3,18) die Unterabschnitte sind motivlich und strukturell miteinander verbunden |
|          | 2,4–14   | Vernichtungsschilderung – Spottlied – Gottesspruch          | Kräftige poetische Bilder, deren Bildwelt sich von 1,2–2,3 abhebt jeder Unterabschnitt nennt einmal Ninive/Assur (2,9; 3,7; 3,18) die Unterabschnitte sind motivlich und strukturell miteinander verbunden |
|          | 3,1–7    | Leichenklage – Gottesspruch – Spottlied                     | Kräftige poetische Bilder, deren Bildwelt sich von 1,2–2,3 abhebt jeder Unterabschnitt nennt einmal Ninive/Assur (2,9; 3,7; 3,18) die Unterabschnitte sind motivlich und strukturell miteinander verbunden |
|          | 3,8–19   | Ironischer Vergleich – Vernichtungsschilderung – Spottklage | Kräftige poetische Bilder, deren Bildwelt sich von 1,2–2,3 abhebt jeder Unterabschnitt nennt einmal Ninive/Assur (2,9; 3,7; 3,18) die Unterabschnitte sind motivlich und strukturell miteinander verbunden |

## Theologie
Die Prophetie des Nahumbuches kann als „Lehrstück zum Thema Gott und die Weltmacht“ verstanden werden. Sie zeigt das Handeln des Schöpfergottes in der Geschichte. Der Fall Ninive wird zum Paradigma des göttlichen Gerichts. Darin wird das Buch zum Zeugnis der Geschichtsmächtigkeit Gottes und zeigt seine Souveränität und Verfügungsgewalt gegenüber den Machthabern der Welt. Hier zeigt sich auch der universalistische Zug, der meist der nachexilischen Theologie Israels zugeschrieben wird: JHWH setzt als Gott über die ganze Welt sein Recht durch – unabhängig von Nationalitäten. Dass die Gewalt, die Assur ausgeübt hat, sich nun gegen den Verursacher selbst wendet, ist von Gott gelenkt. Er ist derjenige, der Ninive zerstört.
Im Weltgericht Gottes wird die gottgewollte Rechtsordnung in der Völkerwelt wiederhergestellt. Dabei sind „Zorn“ und „Rache“ (vgl. Nah 1,2–8 ) als Rechtskategorien und nicht als Ausdruck eines rachsüchtigen, irrationalen Gottesbildes zu verstehen. Der Theophaniepsalm entfaltet eine entscheidende Dialektik: Der Gott der Rache für seine Feinde im Gegenüber zum rettenden Gott für alle, die seine Gemeinschaft suchen (vgl. auch Mt 25,31–46 ). Auch die Bildwelt der Offenbarung ist in diesem Punkt vom Buch Nahum inspiriert.
Dabei klingt unterschwellig die Frage an, warum die göttliche Vergeltung erst mit so deutlicher Verzögerung eintritt. Eine indirekte Antwort gibt der Psalm mit seinem Rückgriff auf Ex 34,7  bzw. Num 14,18  (Nah 1,3a ), wo die unbedingte Strafgewissheit zugesichert wird.
Assur baute zwischen 750 und 612 v. Chr. sein Weltreich gewaltsam aus und beutete die unterworfenen Kleinstaaten als Provinzen oder Vasallen aus. Die Gerichtsworte und Spottlieder über Ninive sind als Dokumente des Widerstandes entstanden und überliefert worden.
In Qumran wurde das Buch im 1. Jahrhundert v. Chr. als Kampfschrift aktualisiert. Ninive wurde zum Synonym für die Pharisäer, No-Amon zum Symbol für die Saduzäer. Die Ankündigung ihrer Vernichtung ermutigte die Gemeinde. Ob diese Identifikation so zulässig ist, ist fraglich, jedoch wurde sie zum Trost in Blick auf die Souveränität Gottes, wie in Nah 1  notifiziert.
Auch im Zusammenhang des Zwölfprophetenbuches ergeben sich neue Sinnlinien. Die in Nah 3,4–7  geschilderte sexuelle Gewalt gegen Ninive findet insbesondere in der Metapher der Hurerei am Beginn des Hoseabuches Parallelen. Im Zusammenklang mit dem Schluss unmittelbar vorhergehenden Michabuches ergibt sich ein zweiseitiges Gottesbild: Gottes Vergebungswille (Mi 7,18–20 ) verbunden mit seinem Vergeltungswillen (Nah 1,3b–6 ). Das Jonabuch beschreibt die Handlungsalternative Gottes: Wenn Ninive ihr Unrecht bereut, nimmt Gott Abstand von der angekündigten Vernichtung.